# تپه آغچه خرابه
تپه آغچه خرابه مربوط به هزاره اول قبل از میلاد است و در شهرستان رزن، بخش مرکزی، روستای آغچه خرابه واقع شده و این اثر در تاریخ ۱۱ شهریور ۱۳۸۲ با شمارهٔ ثبت ۹۸۵۴ به‌عنوان یکی از آثار ملی ایران به ثبت رسیده است.